# Казуар
Казуар је род тркачица који насељава тропске шуме на Новој Гвинеји, Источним Малим Сундима, Молучким острвима и североистоку Аустралије. Постоје три савремене врсте. Најчешћа од њих, аустралијски казуар, је трећа по висини и друга по тежини савремена врста птица, мања једино од ноја и емуа.
Казуари се хране углавном воћем, мада су све врсте омниворне и узимаће и другу биљну храну, попут изданака и семена трава, али и гљиве, бескичмењаке и ситне кичмењаке. Казуари су веома опрезни у односу према људима, али ако су изазвани, могу људима нанети озбиљне повреде, укључујући смртне. Казуар је често проглашаван најопаснијом птицом на свету.

## Систематика и класификација
Род Casuarius успоставио је француски научник Матирен Жак Брисон 1760. године. Типска врста је аустралијски или јужни казуар (Casuarius casuarius). Шведски природњак Карл Лине укључио је род у шесто издање свог Природног система објављеног 1748. године, али га је искључио у важном десетом издању из 1758. године где је објединио казуара са нојем и великим нандуом.
| Слика       | Научно име                 | Распрострањење                                                                       |
| ----------- | -------------------------- | ------------------------------------------------------------------------------------ |
|             | Casuarius casuarius        | јужни део Нове Гвинеје, североисточна Аустралија и острвље Ару, углавном по низијама |
|             | Casuarius bennetti         | Нова Гвинеја, Нова Британија и Јапен, углавном на висоравнима                        |
|             | Casuarius unappendiculatus | северни и западни део Нове Гвинеје и острва Јапен, углавном у низијама               |
| (Изумрли) † | Casuarius lydekkeri        | Фосил плеистоцена познат из Новог Јужног Велса и Нове Гвинеје                        |

## Однос са људима
Нека друштва с новогвинејских планина и висоравни хватају младе казуаре и узгајају их као полуприпитомљену перад, за употребу у церемонијалним разменама дарова и као храну.  Они су једина аутохтона аустралијска животиња коју су људи делимично припитомили пре доласка Европљана. 
Казуаре прати репутација да су опасни по људе и домаће животиње. Током Другог светског рата америчке и аустралијске трупе стациониране у Новој Гвинеји упозораване су да се чувају од казуара.